# Clementino do Monte
Manuel Clementino do Monte, mais conhecido como Clementino do Monte (Penedo, 17 de março de 1859 — 7 de março de 1948), foi um advogado e político brasileiro.

## Biografia
Foi deputado provincial de Alagoas entre 1882 a 1889. Deputado geral de 6 de maio de 1894 a 31 de dezembro de 1896, deputado federal de 26 de agosto de 1913 a 31 de dezembro de 1914 e entre 3 de maio de 1919 a 31 de maio de 1927, além de senador entre 14 de maio de 1930 e 11 de novembro de 1930. Em sua vida política, foi afiliado nos partido: PLI (Partido Liberal do Império) e PD (Partido Democrático).
Formado em Direito pela Faculdade de Direito de São Paulo em 1881, iniciou o curso superior na Faculdade de Direito de Recife em 1877, transferindo-se para São Paulo em 1880.  Trabalhou como advogado em sua cidade natal e foi redator e diretor da revista "O Direito" no Rio de Janeiro.